# Per un pugno di samba
Per un pugno di samba é um disco lançado por Chico Buarque, em 1970. Com arranjos de Ennio Morricone, é cantado em italiano. Uma versão em português do álbum (que consistia do Chico cantando em português as mesmas bases instrumentais do álbum) foi lançado na França e a Espanha sob títulos diferentes, respectivamente Sambas do Brasil e Por un puñado de Samba.

## Faixas
| N.º            | Título                                                     | Duração |  |
| 1.             | "Rotativa (Roda viva)"                                     | 3:22    |  |
| 2.             | "Samba e amore (Samba e amor)"                             | 3:50    |  |
| 3.             | "Sogno di un carnevale (Sonho de um carnaval)"             | 2:24    |  |
| 4.             | "Lei no, lei sta ballando (Ela desatinou)"                 | 3:05    |  |
| 5.             | "Il nome di Maria (Não fala de Maria)"                     | 2:41    |  |
| 6.             | "Funerale di un contadino (Funeral de um lavrador)"        | 3:20    |  |
| 7.             | "In te (Mulher, vou dizer quanto te amo)"                  | 3:04    |  |
| 8.             | "Queste e quelle (Umas e outras)"                          | 3:36    |  |
| 9.             | "Tu sei una di noi (Quem te viu, quem te vê)"              | 2:54    |  |
| 10.            | "Nicanor"                                                  | 3:09    |  |
| 11.            | "In memoria di un congiurato (Tema de "Os Inconfidentes")" | 4:45    |  |
| 12.            | "Ed ora dico sul serio (Agora falando sério)"              | 1:42    |  |
| Duração total: | Duração total:                                             | 37:53   |  |